# 日常幻想指南
《日常幻想指南》，2021年中国大陆喜剧片，改编自网络同名连载漫画，梁栋执导和编剧，主演王彦霖、焦俊艳。

## 演员
- 王彦霖
- 焦俊艳
- 高捷
- 罗辑
- 闵健
- 张子栋
- 张雪峰
- 包贝尔
- 林更新
- 曾江

## 制作
2019年5月23日，《日常幻想指南》开机拍摄。同年7月14日，该片在辽宁省大连市杀青。